# Pienso en ti
Pienso en ti (no Brasil: Penso em Ti) é uma telenovela mexicana produzida pela W Studios e Carlos Bardasano para a TelevisaUnivision e foi exibida pelo Las Estrellas de 13 de março a 23 de junho de 2023, substituindo Mi camino es amarte e sendo substituída por Vencer la culpa. É livremente inspirada no filme norte-americano A Star Is Born (2018), sendo criada e escrita por Ximena Suárez.
É protagonizada por Dulce María e David Zepeda e antagonizada por Alexis Ayala, Jessica Diaz, Yolanda Ventura, Paola Toyos e Federico Ayos e atuações estelares de Lore Graniewicz, Maria Fernanda García, Ramiro Tomasini e Ariana Saavedra e com a participação dos primeiros atores Henry Zakka, Claudia Silva, Eugenia Cauduro e José Elías Moreno, e a participação especial Brandon Peniche.

## Enredo
Emilia (Dulce María), contra a vontade de sua mãe, enfrenta tudo e todos para perseguir seu sonho de ser uma cantora de sucesso. Quando Emilia conhece Ángel (David Zepeda), seu ídolo, ela encontra forças para perseguir seu sonho sem imaginar que seria sua voz, que devolveria a Ángel sua ilusão e sua vida.

## Elenco
- Dulce María - Emília Rivero Avendaño / Emilia Torreblanca Avendaño
- David Zepeda - Ángel Santiago Vásquez
- Alexis Ayala - Federico Pérez González
- Lore Graniewicz - Alicia "Ticha" Garibay Ríos
- Brandon Peniche - Manolo Pérez Torreblanca
- Jessica Diaz - Jeanine Loher / Juana López
- Yolanda Ventura - Daniela Avendaño de Rivero
- Henry Zakka - Alfonso Rivero
- Maria Fernanda García - Laura María Galvéz de Mendoza
- Paola Toyos - Agripina "Pina" López
- Claudia Silva - Carla Torreblanca de Pérez
- Federico Ayos - Omar Miranda Gil
- Ramiro Tomasini - Maximiliano "Max" Mendoza Galvéz
- Ariana Saavedra - Georgina "Gina" Rivero Avedaño
- José Luis Badalt - Alfonso "Fofo" Manzo
- Julia Argüelles - Mayte Torreblanca Ortiz
- Edward Castillo - Joel
- Sebastián Poza - Nicolás "Nico" Torreblanca Ortiz
- Eugenia Cauduro - Loreta Ortiz de Torreblanca
- José Elías Moreno - Sergio Torreblanca
- Christian Andrei - Ronaldo "Rony"
- Teresa Peragui - Hermi
- Yahel Carló - Diana
- Paola Dives - Beto
- Iván Tamayo - Lazcano
- Luciana Sismondi - Gabriela
- Alejandro Valencia - Samuel "Sam"
- Christopher Valencia - Eduardo "Lalo"
- Héctor Arévalo - Doctor
- Alan Téllez - Cruz
- Ricardo Guerra - Raúl
- Rafael Romero - Don Eustaquio
- Sharon Gaytán - Natalia Villegas
- Leo Casta - Benito
- Emilio Bravo - Charlie "Charly"
- Michelle Jurado - Rita Gutiérrez
- Natalia Madera - Beba Alonso
- Saori Gurza - Sol Manzo
- Carlos Barragán - Miguel "Mike"
- Julio Aranda - Monchis
- Juan Acosta - Mesero
- Surya MacGregor - Reyna
- Amhed García - Ringo
- Juan José Puncheta - Don Güilibardo
- Lucas Mollard - El Vampiro
- Virginia Cortez - Silvia
- Andy Lo - Elo Mesmo
- Juanki Durán - Valeriano
- Fran Cuenya - Aníbal Sigman
- César Valdivia - Antonio "Toño"
- Jonathan Ontiveros
- Julián André - Alberto
- Shanay Collazo
- Nycolle González
- Lizeth Goca
- Emanuel Arias - Federico Pérez González (joven)
- Nashla Aguilar - Daniela Avendaño de Pérez / de Rivero (joven)

## Produção
Em maio de 2022, a novela foi anunciada no Upfront da TelevisaUnivision para a temporada de televisão de 2022–2023, sob o título Primero tú. Em 19 de outubro de 2022, Dulce María e David Zepeda foram anunciados nos papéis principais. As filmagens começaram em 26 de outubro de 2022, com Pienso en ti sendo anunciado como o título oficial da novela e uma extensa lista de elenco sendo anunciada no mesmo dia.

## Exibição no Brasil
Foi adquirida pela plataforma de streaming Globoplay e está disponível desde 7 de novembro de 2023 com dublagem em português.

## Dublagem
A novela foi dublada no Beck Studios, Rio de Janeiro e alguns dubladores foram mantidos como a dubladora da atriz Dulce María, Flavia Fontenelle, que já havia dublado em Rebelde e outras produções. A direção de dublagem fica por conta Charles Emmanuel e Ana Elena Bittencourt. 
Crédito de Dublagem:
| Emilia   | Flavia Fontenelle     |
| Angel    | Philippe Maia         |
| Alfonso  | Armando Tiraboschi    |
| Gina     | Ana Elena Bittencourt |
| Daniela  | Mônica Rossi          |
| Alicia   | Luísa Viotti          |
| Manolo   | Giovane Crema         |
| Jeanine  | Fernanda Baronne      |
| Federico | Luiz Carlos Persy     |
| Loreta   | Aline Ghezzi          |
| Omar     | Charles Emmanuel      |
| Carla    | Carla Pompilio        |
| Sergio   | Ricardo Rossatto      |
| Mayte    | Flávia Saddy          |
| Max      | Fabrício Vila Verde   |
| Laura    | Rita Lopes            |
| Nicolas  | Renan Vidal           |
| Fofo     | Renan Freitas         |
| Loreta   | Aline Ghezzi          |

Vozes Adicionais:
| Duda Espinoza   |
| Felipe Drummond |
| Gustavo Machado |
| Mário Cardoso   |

| Estúdio de dublagem: | Beck Studios                             |
| Direção de dublagem: | Charles Emmanuel e Ana Elena Bittencourt |
| Tradução:            | Ana Paula Frade                          |
| Mixagem:             | Carlos Toré                              |
| Coordenação geral:   | Maíra Góes                               |

## Trilha sonora
- "Pienso en ti" – Dulce María e David Zepeda
- "Te regalo lo que soy" – Dulce María e David Zepeda

## Audiência
| Horário             | # Eps. | Estreia             | Estreia           | Final               | Final           | Posição | Temporada | Classificação geral |
| Horário             | # Eps. | Data                | Primeiro capítulo | Data                | Último capítulo | Posição | Temporada | Classificação geral |
| ------------------- | ------ | ------------------- | ----------------- | ------------------- | --------------- | ------- | --------- | ------------------- |
| Segunda—Sexta 20h30 | 75     | 13 de março de 2023 | 3.2*              | 23 de junho de 2023 | 3.3             | #1      | 2023      | 3.00                |

* Teve um alcance de 6.4 milhões de telespectadores.